# Dexlansoprazol
O dexlansoprazol, vendido sob o nome comercial Dexilant, entre outros, é um medicamento que reduz o Ácido gástrico. É usado para tratar a Doença de refluxo gastroesofágico. A eficácia é semelhante a outros Inibidores da bomba de protões (IBPs). É tomado por via oral.
Os efeitos colaterais comuns incluem diarreia, dor abdominal e náusea. Os efeitos colaterais graves podem incluir osteoporose, níveis baixos de magnésio no sangue, infecção por clostridium difficile, anafilaxia e pneumonia. O uso na gravidez e amamentação não tem segurança incerta. Funciona bloqueando a H+/K+-ATPase nas células parietais do estômago.
O dexlansoprazol foi aprovado para uso médico nos Estados Unidos em 2009. No Canadá em 2016, foi o PPI mais caro disponível. Em 2017, foi o 202º medicamento mais prescrito nos Estados Unidos, com mais de dois milhões de prescrições.

## Uso medicinal
O dexlansoprazol é usado para curar e manter a cicatrização de esofagite erosiva e para tratar azia associada à doença de refluxo gastroesofágico(DRGE). Dura mais que o lansoprazol, ao qual está quimicamente relacionado, e precisa ser tomado com menos frequência. Não há boas evidências de que funcione melhor do que outros IBPs.
As reações adversas mais significativas (≥2%) relatadas em ensaios clínicos foram diarreia, dor abdominal, distensão abdominal, náusea, Infecção do trato respiratório superior, vômito e flatulência.
Assim como o lansoprazol, o dexlansoprazol se liga permanentemente à bomba de prótons e a bloqueia, impedindo a formação de ácido gástrico.

## Química
O dexlansoprazol é o (R)-(+)- enantiômero do lansoprazol, que é uma mistura racémica de seus (R)-(+) e (S)-(−)-enantiômeros. O medicamento Takeda tem uma formulação farmacêutica de liberação dupla, com dois tipos de grânulos de dexlansoprazol, cada um com um revestimento que se dissolve em um nível de PH diferente.

## Farmacocinética
O dexlansoprazol ((R)-(+)-lansoprazol) tem a mesma afinidade de ligação à bomba de prótons que o (S)-enantiômero, mas está associado a uma área três a cinco vezes maior sob a curva de tempo de concentração do fármaco no plasma. (AUC) em comparação com (S)-lansoprazol. Com sua formulação farmacêutica de liberação dupla, a primeira liberação rápida produz um pico de concentração no plasma cerca de uma hora após a aplicação, com uma segunda liberação retardada produzindo outro pico cerca de quatro horas depois. Em novembro de 2009, a relevância clínica desta forma de liberação ainda não havia sido demonstrada.

## História
O dexlansoprazol foi aprovado pela Food and Drug Administration(FDA) dos EUA em 2009 e foi aprovado no Canadá em 2010 e no México em 2011.
Desde a aprovação do Kapidex em 2009, há relatos de erros de dispensação por confusão com os medicamentos Casodex (bicalutamida) e Kadian (morfina), que têm usos muito diferentes do Kapidex e entre si. Em 2010, a FDA aprovou uma mudança de nome para Kapidex para evitar confusão com os outros dois medicamentos e a Takeda começou a comercializá-lo sob o novo nome Dexilant. Também está disponível em Bangladesh pela primeira vez como Dexlan pela IBN SINA Pharmaceuticals Ltd. em abril de 2014 e depois deles DEXILEND pela Ziska Pharmaceuticals Ltd., Desopra pela Alco Pharma, Delanix pela Incepta Pharmaceuticals, Dexogut pela Popular Pharmaceuticals Ltd. no mercado BD. Em 2020, muitos outros produtos farmacêuticos lançaram o Dexlansoprazol.